# Friedrich Ernst von Bülow
Friedrich Ernst von Bülow (* 5. Oktober 1736 in Essenrode; † 4. Mai 1802 in Celle) war ein kurhannoverscher Offizier, Gutsbesitzer und Landschaftsdirektor.

## Leben
Friedrich Ernst entstammte dem mecklenburgischen Uradelsgeschlecht derer von Bülow und war der Sohn des Gutsbesitzers Gotthard Heinrich August von Bülow (1704–1770) auf Essenrode. Er wurde als Page ausgebildet und diente als Fähnrich bei der kurhannoverschen Fußgarde. Mit Ausbruch des Siebenjährigen Krieges wechselte er in das vom Grafen Georg Ludwig von der Schulenburg errichtete Jägerkorps über, das seit 1759 von Oberst Wilhelm von Freytag befehligt wurde. Mit seiner Truppe war er unter dem Oberkommando von Herzog Ferdinand von Braunschweig-Wolfenbüttel auf Kriegsschauplätzen in Westfalen, Hessen und Hannover eingesetzt und nahm an der Schlacht bei Minden teil. Bülow bewies Mut und Geschick und erwarb sich Ansehen, so dass er als einer der jüngsten Capitäns von Ferdinand von Braunschweig häufiger mit dem Kommando über größere Einheiten und schwierige Aufträge betraut wurde.
1761 wurde Bülow zum Major befördert und kurz vor dem Friedensschluss in das Infanterieregiment „Bock“ versetzt. Im Garnisonsdienst fand er keine Erfüllung, so dass er den Dienst quittierte und 1769 nach dem Tod des Vaters die Leitung des Guts Essenrode in einer Zeit übernahm, als sich eine Agrarreform bereits abzeichnete. Bülow glaubte schon früh an die Gemeinheitsteilung und Verkoppelung, Abschaffung des Naturalzehntens und der Hofedienste. Um 1783 gelang es ihm, mit ’seinen’ Bauern einen Vergleich zu schließen, der sein Gut Essenrode arrondierte und der Gemeinschaft mit den Bauernfeldern enthob. Sein Beispiel, eines der ersten einer durchgeführten Teilung, wirkte auf andere Gutsbesitzer, weil sich die Pachtzinsen auf diese Weise deutlich erhöhen ließen. Im etwa gleichen Zeitraum erwarb von Bülow einen Komplex vernachlässigter Güter in Mecklenburg, auf denen er Bauern ihre Höfe in Erb- oder Zeitpacht gab, anstatt sie zu legen.
1770 wurde Bülow von der lüneburgischen Ritterschaft zum Schatzrat und 1778 zum Landrat gewählt. 1780 ernannte ihn König Georg III. zum Landschaftsdirektor und Abt zu St. Michaelis. Als Abt veränderte er die Wirtschaftsführung auf den Gütern des Stifts und befreite die Klosterforsten von Dienstbarkeiten. Die Lüneburger Saline erhielt unter seiner Leitung eine neue Verfassung, und durch Veränderung der Bewirtschaftungsweise wurde die Effizienz gesteigert. Nebenher begründete er nahe Lüneburg auf unfruchtbarem Heideboden einen Musterhof auf eigene Rechnung. 1792 wurde er zum Direktor der Königlichen Landwirthschaftsgesellschaft zu Celle gewählt. Der Arzt Albrecht Daniel Thaer trauerte um den Tod Bülows mit den Worten: „Ich habe meinen Freund, meinen Lehrer, meinen Wohlthäter in ihm verloren; aber sein Bild, sein Beispiel, mein Dankgefühl lebt ewig in meiner Seele.“

## Familie
Er heiratete Dorothea Sophia Juliane von der Hagen († 1. März 1762), Tochter von Friedrich Christoph von der Hagen (1704–1762) und Henriette Erdmutha von Ribbeck aus Ribbeck. Aus der Ehe ging der Sohn Friedrich hervor.
Seine zweite Frau wurde Louise Margarethe von Behr (* 4. Mai 1748; † 15. November 1818), Tochter des Braunschweiger Generalleutnants Jakob Georg Moritz von Behr (1693–1760) und der Gertraud Ilsabe von Behr-Häuslingen. Das Paar hatte zahlreiche Kinder:
- Georg Christian Ludwig (* 21. Juni 1765; † 9. Dezember 1840), Kreisdirektor in Bayreuth ⚭ 22. Dezember 1797 Emilie von Bernstorff († 1820)
- Carl Ernst Heinrich (* 25. Juni 1766; † 9. Dezember 1825), Landrat und Obersteuerrat in Hannover

⚭ 1791 Sophie Meyer († 19. März 1792)
⚭ Dorothea Friederike von Plato (* 1768; † 27. Dezember 1841)
- Anna (1767–1768)
- Dorothea (1768–1769)
- Gertrud  (* 16. Dezember 1769; † 1770)
- Burchard Lebrecht August (* 14. Februar 1771; † 18. Mai 1816 ertrunken im Rhein), preußischer Regierungsrat in Düsseldorf ⚭ Charlotte Eleonore Christiane von Schrader (* 23. April 1774; † 16. Juni 1817)[4]
- Annette (* 12. Februar 1772; † 16. Februar 1847) ⚭ 18. Mai 1796 Bodo Christian Wilhelm von Plato († 5. März 1847)
- Christian Wilhelm Julius (* 21. Mai 1773; † 23. Mai 1793), Leutnant, gefallen bei Famars
- Friedrich Ludwig Viktor Hans, Graf von Bülow (* 14. Juli 1774; † 10. Juli 1825) ⚭ Johanna Schmucker (* 20. Juni 1781; † 28. August 1855)
- Joachim Christian Wilhelm Claus (* 3. Dezember 1775; † 23. Juni 1835) ⚭ Juliane von Meding (* 5. Mai 1793; † 12. Januar 1865) (Tochter von Georg Hans Werner von Meding (1746–1837))
- Louise Helene Gertrud Elisabeth (* 25. Juni 1777; † 2. März 1861) ⚭ Philipp von Borries (1778–1838)
- Gottlob Wilhelm Friedrich (* 18. August 1779; † 18. Mai 1847) dänischen Kammerherrn und Hofjägermeister ⚭ Louise von Stolle (* 14. September 1787; † 25. April 1861) -> Linie Bülow-Stolle
- Sophie (* 30. Oktober 1783; † 19. Dezember 1856) Stiftsdame in Lüne
- Ernst (* 8. November 1784; † März 1813), russischer Oberförster in Smolensk ⚭ Anna Zimmermann (Tochter des Schuldirektors in Wyborg (Finnland))
- Juliane (* 2. Februar 1787; † 31. Dezember 1860) ⚭ Franz von Borries (* 9. April 1785; † 15. August 1858), Regierungspräsident in Minden
- Elisabeth (* 16. Mai 1789; † 31. Oktober 1860) ⚭ 22. November 1822 Friedrich von Borries (1764–1825), Preußischer Geheimer Obertribunalsrat zu Berlin (Bruder von Philipp)
- Charlotte (* 20. November 1791; † 17. Juli 1808), Stiftsdame in Dobbertin